# Aracena
Aracena er en by og kommune i det sydvestlige Spanien i provinsen Huelva. Den har et indbyggertal på 8.392 (2024) indbyggere.